# Thomasomys laniger
El ratón montañero (Thomasomys  laniger) es una especie de roedor de la familia Cricetidae, nativa de los Andes, que se encuentra en los bosques de la Cordillera Oriental de Colombia y en la Cordillera de Mérida, en Venezuela, entre los 1500 y 3800 m s. n. m.

## Descripción
Presenta longitud de la cabeza con el cuerpo entre 9,2 y 12,8 cm y largo de la cola entre 10,5 y 12,8 cm. Coloración general marrón grisáceo, incluida cara posterior de los pies oscura. Los machos son más grandes que la hembras.